# Allée Abel-Chennouf
L'allée Abel-Chennouf (en occitan : alèia Abel Chennouf) est une voie de Toulouse, chef-lieu de la région Occitanie, dans le Midi de la France.

## Situation et accès

### Description
L'allée Abel-Chennouf est une voie publique. Elle se trouve dans le quartier de Saint-Agne, dans le secteur 5 - Sud-Est.

### Voies rencontrées
L'allée Abel-Chennouf rencontre les voies suivantes, dans l'ordre des numéros croissants (« g » indique que la rue se situe à gauche, « d » à droite) :
1. Place Guy-Hersant
2. Allée Imad-Ibn-Ziaten

## Odonymie
L'allée est nommée en hommage à Abel Chennouf (1986-2012). Engagé dans l'armée française, il à la grade de caporal au sein du 17e régiment du génie parachutiste, stationné à Montauban. Le 15 mars 2012, quatre jours après l'assassinat, à Toulouse, d'Imad Ibn Ziaten, maréchal des logis au 1er régiment du train parachutiste, il est victime, avec Mohamed Legouad, de l'attaque terroriste de Mohammed Merah. Leur mort précède de quatre jours la tuerie à l'école juive Ozar Hatorah à Toulouse. Le 14 juin 2019, le conseil municipal donne aux allées du jardin Niel, aménagé à l'emplacement de l'ancienne place d'armes de la caserne Niel, les noms d'Abel Chennouf, Imad Ibn Ziaten et Mohamed Legouad. L'inauguration des plaques se tient le 19 septembre 2019.

## Patrimoine et lieux d'intérêt

### Jardin Niel
Le jardin Niel occupe une superficie de 19 000 m2. Il est aménagé en 2013 par les paysagistes Michèle Orliac et Miquel Batlle à l'emplacement de l'ancienne place d'armes de la caserne Niel.